# Almoraima
| Críticas profissionais | Críticas profissionais |
| Avaliações da crítica  | Avaliações da crítica  |
| Fonte                  | Avaliação              |
| ---------------------- | ---------------------- |
| AllMusic               | 4 de 5 estrelas.       |

Almoraima é um álbum do violonista flamenco Paco de Lucía.

## Faixas
Todas as músicas por Paco de Lucía.
1. "Almoraima" – 5:27
2. "Cueva del Gato" – 5:45
3. "Cobre" – 3:12
4. "A la Perla de Cádiz" – 4:29
5. "Olé" – 4:21
6. "Plaza Alta" – 6:15
7. "Río Ancho" – 4:31
8. "Llanos del Real" – 3:38

## Créditos

### Músicos
- Paco de Lucía: violão
- Ramón de Algeciras: violão

### Técnicos de Produção
- José Torregrosa: arranjos e direção musical
- R. Jaimez: engenheiro de som
- J. Díaz Auñón: engenheiro de som
- Alfredo Garrido: direção artística